# Anu Sinisalo
Anu Sinisalo, född den 3 mars 1966 i Helsingfors, Finland, är en finsk skådespelare.

## Biografi
Sinisalo utexaminerades från Konstuniversitetets Teaterhögskola i Helsingfors 1995. Sinisalo har sedan dess varit verksam i produktioner på såväl finska som svenska, och spelar såväl i filmer som TV-serier och scen i både Finland och Sverige.
Sinisalo har vid två tillfällen tilldelats Gyllene Venla-priset för bästa kvinnliga huvudroll, dels 2010 för sin roll i Helppo elämä, dels 2017 för sin roll i Sorjonen.
Mellan 2012 och 2018 var Sinisalo sambo med den finska skådespelaren Antti Reini.
Hon är i Sverige mest känd som rättsläkaren Gunilla Urst i Beck.

## Filmografi (i urval)
- 1994 –  Kalenteri (kortfilm)
- 2006 – Matti
- 2006 – Salatut elämät (TV-serie)
- 2009 – Helppo elämä (TV-serie)
- 2012 – Arne Dahl: De största vatten
- 2012 – Morden i Sandhamn (TV-serie)
- 2014 – Tellus (TV-serie)
- 2015 – Beck: Rum 302
- 2015 – Beck: Familjen
- 2015 – Beck: Invasionen
- 2015 – Beck: Sjukhusmorden
- 2016 – Beck: Gunvald
- 2016 – Beck: Steinar
- 2016 – Beck: Vägs ände
- 2016 – Beck: Sista dagen
- 2016 – Sorjonen (TV-serie)